# Jekaterina Albertowna Reingold
Jekaterina Albertowna Reingold (russisch Екатерина Альбертовна Рейнгольд) (* 7. April 2001 in Moskau) ist eine russische Tennisspielerin.

## Karriere
Jekaterina Reingold spielt hauptsächlich bei Turnieren der ITF Women’s World Tennis Tour, wo sie bisher vier Einzel- und 15 Doppeltitel gewann. Beim Grand Prix SAR La Princesse Lalla Meryem 2022 qualifizierte sie sich erstmals für eine Hauptrunde eines WTA-Turniers, die sie über die Qualifikation erreichte. Ihre Erstrundenbegegnung verlor sie dann gegen Anna Karolína Schmiedlová mit 1:6 und 2:6.

## Turniersiege

### Einzel
| Nr. | Datum          | Turnier     | Kategorie | Belag     | Finalgegnerin      | Ergebnis       |
| --- | -------------- | ----------- | --------- | --------- | ------------------ | -------------- |
| 1.  | 2. Januar 2022 | Navi Mumbai | ITF W25   | Hartplatz | Diāna Marcinkēviča | 6:3, 6:2       |
| 2.  | 20. April 2025 | Antalya     | ITF W15   | Sand      | Jana Kovačková     | 6:2, 6:2       |
| 3.  | 18. Mai 2025   | Changwon    | ITF W35   | Hartplatz | Zheng Wushuang     | 4:6, 7:5, 7:62 |
| 4.  | 13. Juli 2025  | Casablanca  | ITF W15   | Sand      | Jennifer Ruggeri   | 6:2, 6:3       |

### Doppel
| Nr. | Datum              | Turnier                   | Kategorie | Belag             | Partnerin           | Finalgegnerinnen                         | Ergebnis          |
| --- | ------------------ | ------------------------- | --------- | ----------------- | ------------------- | ---------------------------------------- | ----------------- |
| 1.  | 21. August 2021    | Monastir                  | ITF W15   | Hartplatz         | Jazmin Ortenzi      | Asya Colombo Beatrice Stagno             | 6:1, 6:1          |
| 2.  | 18. September 2021 | Sosopol                   | ITF W15   | Hartplatz         | Katarína Kužmová    | Katerina Dimitrowa Vanessa Popa Teiușanu | 6:1, 6:4          |
| 3.  | 25. September 2021 | Monastir                  | ITF W15   | Hartplatz         | Ma Yexin            | Yasmine Mansouri Himari Satō             | 6:2, 6:2          |
| 4.  | 2. Oktober 2021    | Monastir                  | ITF W15   | Hartplatz         | Yasmine Mansouri    | Honoka Kobayashi Ma Yexin                | 6:1, 6:3          |
| 5.  | 30. Oktober 2021   | Qaraghandy                | ITF W25   | Hartplatz (Halle) | Tamara Čurović      | Jekaterina Kasionowa Jekaterina Makarowa | 6:1, 6:3          |
| 6.  | 27. November 2021  | Kasan                     | ITF W15   | Hartplatz (Halle) | Nigina Abduraimova  | Jekaterina Makarowa Alexandra Pospelowa  | 6:1, 6:3          |
| 7.  | 24. April 2022     | Santa Margherita di Pula  | ITF W25   | Sand              | Darja Astachowa     | Anna Turati Bianca Turati                | 7:66, 6:4         |
| 8.  | 30. Juli 2022      | Horb am Neckar            | ITF W25   | Sand              | Jekaterina Makarowa | Jaimee Fourlis Alana Parnaby             | 2:6, 6:4, [10:8]  |
| 9.  | 24. September 2022 | Vrnjačka Banja            | ITF W60   | Sand              | Darja Astachowa     | Cristina Dinu Nika Radišić               | 3:6, 6:2, [10:8]  |
| 10. | 11. November 2022  | Kirjat Motzkin            | ITF W25   | Hartplatz         | Weronika Falkowska  | Jasmijn Gimbrère Jekaterina Jaschina     | 6:1, 6:4          |
| 11. | 2. März 2024       | Pretoria                  | ITF W50   | Hartplatz         | Alina Tscharajewa   | Isabella Kruger Zoë Kruger               | 6:0, 5:7, [10:3]  |
| 12. | 6. April 2024      | Hammamet                  | ITF W35   | Sand              | Carson Branstine    | Émeline Dartron Margaux Rouvroy          | 6:3, 6:0          |
| 13. | 26. Oktober 2024   | Les Franqueses del Vallès | ITF W100  | Hartplatz         | Alina Tscharajewa   | Mina Hodzic Caroline Werner              | 6:2, 7:62         |
| 14. | 8. März 2025       | Gurugram                  | ITF W35   | Hartplatz         | Jekaterina Makarowa | Polina Jazenko Marija Tkatschowa         | 2:6, 6:4, [10:7]  |
| 15. | 19. Juli 2025      | Casablanca                | ITF W35   | Sand              | Yūki Naitō          | Jasmijn Gimbrère Zuzanna Pawlikowska     | 6:75, 6:1, [10:3] |